# Пюто-ан-Бессен
Пюто́-ан-Бессе́н (фр. Putot-en-Bessin) — колишній муніципалітет у Франції, у регіоні Нормандія, департамент Кальвадос. Населення — 388 осіб (2011).
Муніципалітет був розташований на відстані близько 220 км на захід від Парижа, 13 км на захід від Кана.

## Історія
До 2015 року муніципалітет перебував у складі регіону Нижня Нормандія. Від 1 січня 2016 року належав до нового об'єднаного регіону Нормандія.
1-1-2017 Пюто-ан-Бессен, Бреттвіль-л'Оргеєз, Бруе, Ше, Ле-Меній-Патрі i Сент-Круа-Гран-Тонн було об'єднано в новий муніципалітет Тю-е-Мю.

## Демографія
Динаміка населення (Insee ):
Розподіл населення за віком та статтю (2006):
| Стать | Всього | До 15 років | 15-24 | 25-44 | 45-64 | 65-85 | Понад 85 |
| --- | ------ | ----------- | ----- | ----- | ----- | ----- | -------- |
| Чоловіки | 196    | 55          | 13    | 56    | 59    | 9     | 4        |
| Жінки | 176    | 39          | 17    | 56    | 43    | 17    | 4        |
| \| Статево-вікова піраміда \| Статево-вікова піраміда \| Статево-вікова піраміда \| \| ----------------------- \| ----------------------- \| ----------------------- \| \| Чоловіки \| Вік \| Жінки \| \| 4 \| 85 + \| 4 \| \| 0 \| 80-84 \| 4 \| \| 9 \| 75-79 \| 0 \| \| 0 \| 70-74 \| 9 \| \| 0 \| 65-69 \| 4 \| \| 4 \| 60-64 \| 4 \| \| 21 \| 55-59 \| 9 \| \| 13 \| 50-54 \| 9 \| \| 21 \| 45-49 \| 21 \| \| 26 \| 40-44 \| 13 \| \| 4 \| 35-39 \| 21 \| \| 17 \| 30-34 \| 13 \| \| 9 \| 25-29 \| 9 \| \| 0 \| 20-24 \| 0 \| \| 13 \| 15-20 \| 17 \| \| 17 \| 10-14 \| 26 \| \| 17 \| 5-9 \| 9 \| \| 21 \| 0-4 \| 4 \| |        |             |       |       |       |       |          |
| Статево-вікова піраміда |        |             |       |       |       |       |          |
| Чоловіки | Вік    | Жінки       |       |       |       |       |          |
| 4 | 85 +   | 4           |       |       |       |       |          |
| 0 | 80-84  | 4           |       |       |       |       |          |
| 9 | 75-79  | 0           |       |       |       |       |          |
| 0 | 70-74  | 9           |       |       |       |       |          |
| 0 | 65-69  | 4           |       |       |       |       |          |
| 4 | 60-64  | 4           |       |       |       |       |          |
| 21 | 55-59  | 9           |       |       |       |       |          |
| 13 | 50-54  | 9           |       |       |       |       |          |
| 21 | 45-49  | 21          |       |       |       |       |          |
| 26 | 40-44  | 13          |       |       |       |       |          |
| 4 | 35-39  | 21          |       |       |       |       |          |
| 17 | 30-34  | 13          |       |       |       |       |          |
| 9 | 25-29  | 9           |       |       |       |       |          |
| 0 | 20-24  | 0           |       |       |       |       |          |
| 13 | 15-20  | 17          |       |       |       |       |          |
| 17 | 10-14  | 26          |       |       |       |       |          |
| 17 | 5-9    | 9           |       |       |       |       |          |
| 21 | 0-4    | 4           |       |       |       |       |          |

## Економіка
2010 року серед 278 осіб працездатного віку (15—64 років) 204 були активними, 74 — неактивними (показник активності 73,4%, у 1999 році було 69,6%). З 204 активних мешканців працювало 196 осіб (102 чоловіки та 94 жінки), безробітними було 8 (3 чоловіки та 5 жінок). Серед 74 неактивних 35 осіб було учнями чи студентами, 24 — пенсіонерами, 15 були неактивними з інших причин.

У 2010 році в муніципалітеті числилось 138 оподаткованих домогосподарств, у яких проживали 403,5 особи, медіана доходів виносила 24 990 євро на одного особоспоживача